# Amguri
Amguri är en ort i Indien.   Den ligger i distriktet Sibsāgar och delstaten Assam, i den östra delen av landet, 1 700 km öster om huvudstaden New Delhi. Amguri ligger 104 meter över havet och antalet invånare är 8 494.
Terrängen runt Amguri är platt. Runt Amguri är det tätbefolkat, med 411 invånare per kvadratkilometer. Det finns inga andra samhällen i närheten. Omgivningarna runt Amguri är en mosaik av jordbruksmark och naturlig växtlighet.